# Ecolab
Ecolab Inc. (NYSE: ECL) er en amerikansk vandteknologivirksomhed, der er baseret i Saint Paul, Minnesota. De udvikler, producerer og servicerer teknologier og systemer til behandling, rensning, rengøring og hygiejne af vand. Målgruppen er drikkevand, fødevarer, sundhed og industri. Ecolab blev etableret som Economics Laboratory i 1923 af Merritt J. Osborn. I 1986 skiftede de navn til "Ecolab". De har 47.000 ansatte i 170 lande.